# Ocził Kadyrow
Ocził Kadyrow (ros. Очил Кадыров, uzb. Ochil Qodirov, ur. 1910 na terytorium obecnego rejonu koszbaratskiego w obwodzie (wilajecie) samarkandzkim, zm. 13 marca 1945 w obwodzie samarkandzkim) – radziecki żołnierz, czerwonoarmista, uhonorowany pośmiertnie tytułem Bohatera Związku Radzieckiego (1945).

## Życiorys
Urodził się w uzbeckiej rodzinie chłopskiej. Skończył szkołę podstawową, pracował w kołchozie, w 1941 został powołany do Armii Czerwonej i skierowany na front. Walczył na Froncie Południowym, Centralnym, Białoruskim i 1 Białoruskim, był żołnierzem oddziału karabinów maszynowych 1348 pułku piechoty 399 Dywizji Piechoty 48 Armii. 29 czerwca 1944 podczas walk o Bobrujsk jako jeden z pierwszych sforsował Berezynę, osobiście zabijając 5 żołnierzy wroga, za co został odznaczony orderem. 19 lipca 1944 w walce o wieś Kołtuwka w rejonie wołkowyskim zastrzelił 19 żołnierzy i oficerów Wehrmachtu, ułatwiając opanowanie wsi, za co otrzymał drugi order. 26 sierpnia 1944 w walce o Stok k. Ostrowi Mazowieckiej zabił 15 niemieckich żołnierzy i oficerów, za co otrzymał medal. 4 września 1944 wyróżnił się brawurą podczas forsowania Narwi i walk o Drozdowo k. miasta Różan, gdzie został ciężko ranny i po kilku miesiącach zmarł. Został pochowany w kiszłaku Sebistan w rejonie koszrabadskim w obwodzie samarkandzkim.

## Odznaczenia
- Złota Gwiazda Bohatera Związku Radzieckiego (pośmiertnie, 24 marca 1945)
- Order Lenina (pośmiertnie, 24 marca 1945)
- Order Czerwonej Gwiazdy (dwukrotnie, 23 lipca 1944 i 27 lipca 1944)
- Medal „Za Odwagę” (11 września 1944)